# Aspiracenere

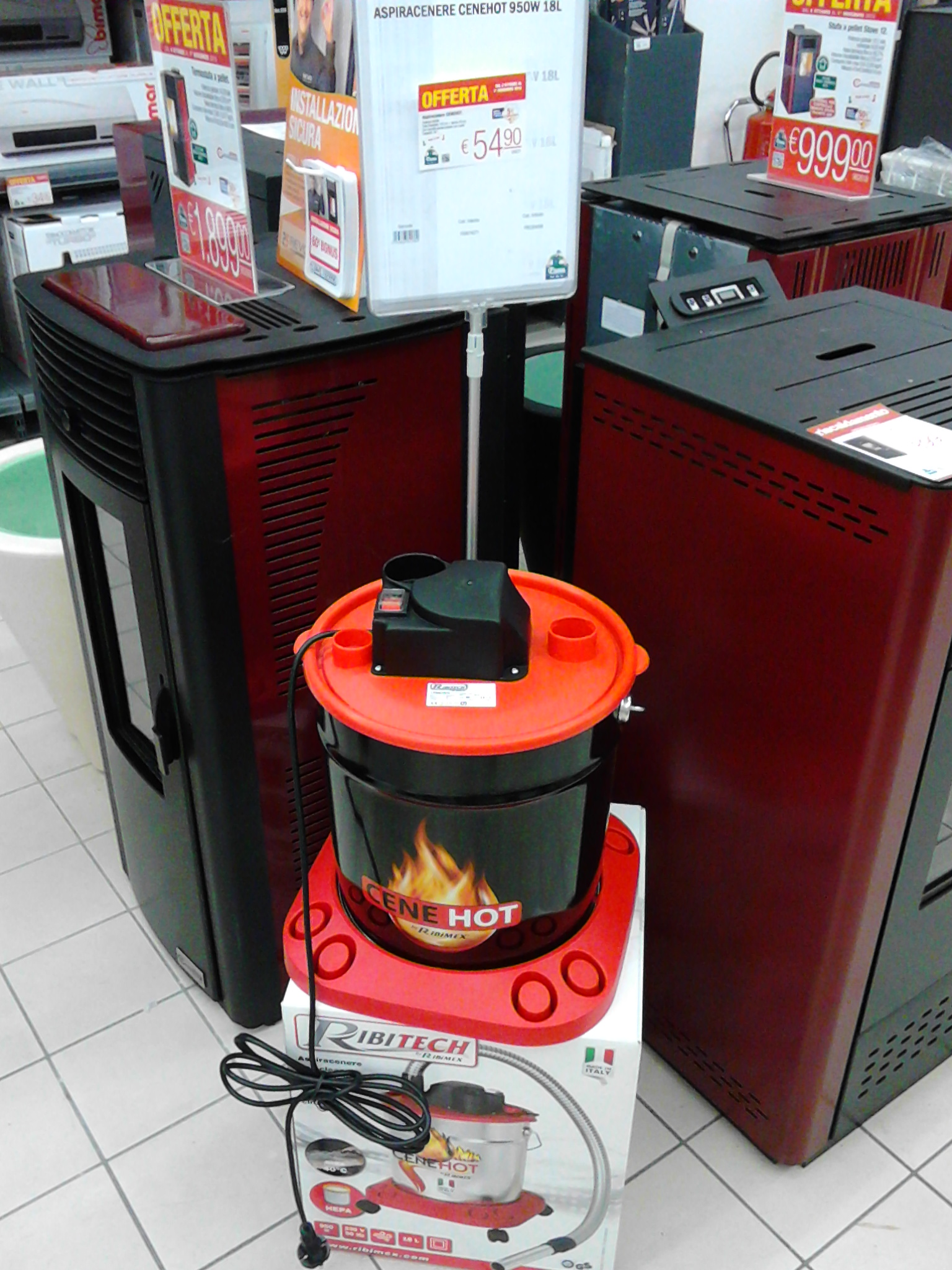
Un modello di aspiracenere con motore da 950W e bidone di capienza da 18L, in esposizione in un negozio (posizionato al centro tra le due stufe)

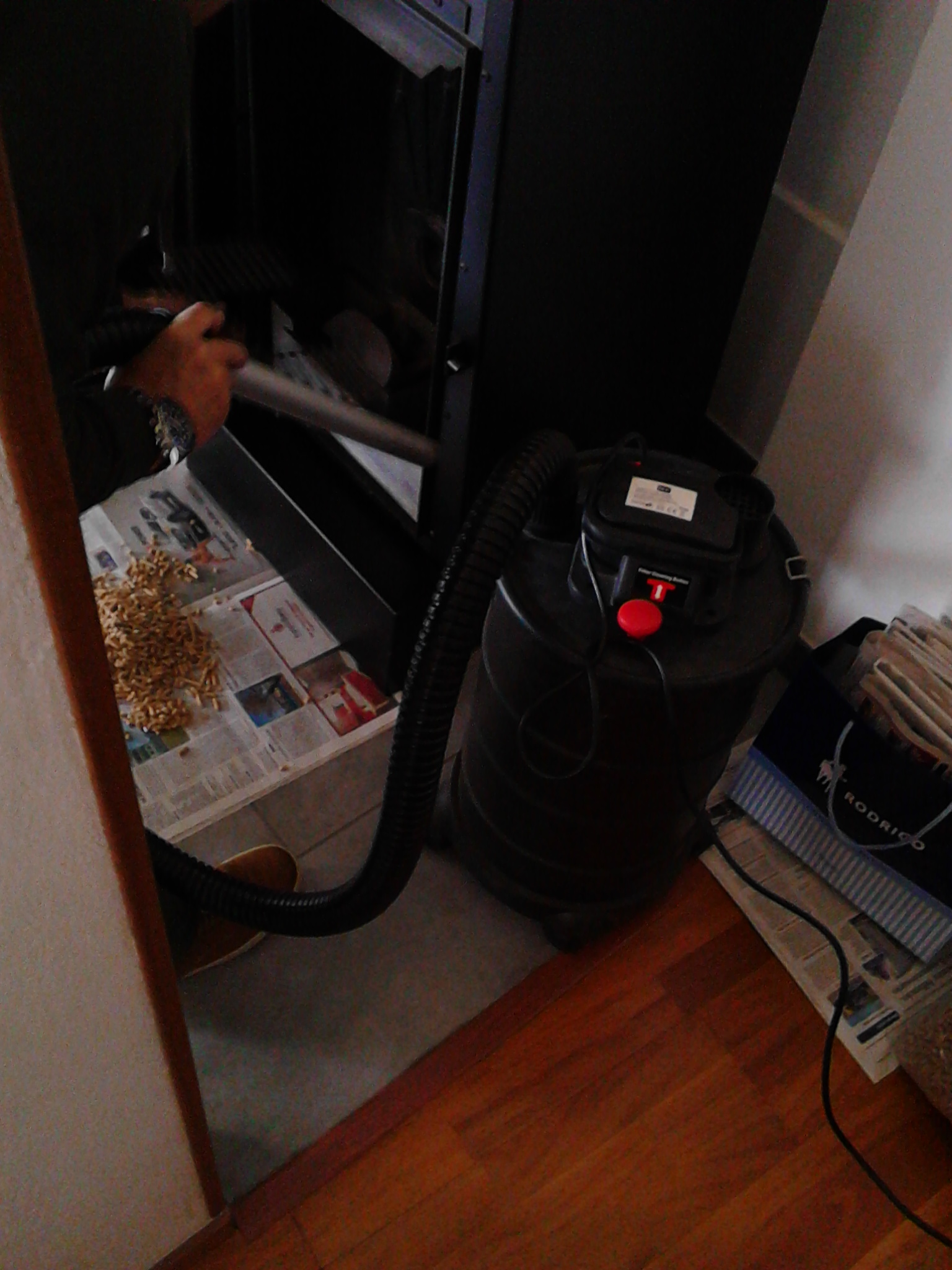
Impiego di un aspiracenere per la pulizia della stufa a pellet

L'aspiracenere è un apparecchio elettrico che serve per aspirare esclusivamente la cenere prodotta dalla combustione della legna, del pellet, e/o di altri materiali utilizzati per far funzionare un barbecue, una stufa e/o il camino. Questo apparecchio è utile in particolare per la pulizia quotidiana della stufa a pellet. Il motore di questo apparecchio è posto nella parte alta e il filtro si trova all'interno del bidone nella parte bassa del motore d'aspirazione. La capienza del bidone varia a seconda del modello.

## Descrizione
Alcuni modelli oltre ad essere dotati della bocchetta per aspirare l'aria con tubo collegabile, hanno anche una bocchetta per l'uscita dell'aria e queste si trovano entrambe nella parte alta dell'apparecchio dove sono posti il motore d'aspirazione e l'interruttore di accensione e spegnimento. Altri sono dotati di tasto di pulizia che, quando viene premuto nel momento in cui l'apparecchio è in funzione, si crea una pressione che soffia il filtro dalla parte interna verso l'esterno. L'apparecchio non deve essere usato per aspirare altre cose e inoltre devono essere aspirate solo ceneri fredde per evitare che si rovini.
Il filtro può essere lavabile o meno. Alcuni modelli funzionano a batteria, alcuni sono professionali e vengono utilizzati da un tecnico qualificato, come nel caso in cui viene fatta la manutenzione annuale della stufa a pellet, altri sono dotati di sacchetto e infine un modello avanzato è l'aspiracenere ad acqua, adatto per aspirare le ceneri calde; in questo caso è l'acqua a fare da filtro.

### Aspiracenere ad acqua
L'aspiracenere ad acqua è un aspiracenere particolare che dispone di innovativo filtraggio ad acqua che permette di aspirare la cenere dai caminetti, dai barbecue e dalle stufe senza problemi. In questo caso a fare da filtro è l'acqua, che va sostituita nel caso in cui quella contenuta all'interno del bidone sia molto sporca. Questo apparecchio è adatto per aspirare le ceneri calde (purché non siano roventi) in quanto queste si estinguono al contatto con l'acqua.